# Perfect Dark
Perfect Dark，全稱為Perfect Dark～The Next Generation P2P～，是一款日本的P2P軟件，簡稱為PD。此軟件與Share、Winny的性質相同，是私人開發的免費P2P軟件，現有日文版、中文版及英文版。

## 概要
Perfect Dark要求用户的HDD容量不得少于40GB，来源数更新的频率及人流量较大，可以在无数资源里找到想要的东西，是一款比较强大的P2P软件。Perfect Dark本身采用Unicode码，所以各语言字符不会乱码。

## 性能
Perfect Dark与Share、Winny一样适用于外网用户，对寬頻網路的真实性要求较高。它不能像BitTorrent那样有神奇的速度下载资源，需要很长时间的等待。

## 原理
Perfect Dark建立在Freenet之上，但用到了更大的分布式散列表。

## 法律問題
2010年1月27日，日本警方拘捕首名Perfect Dark用家：一名網名「動畫職人」（アニメ職人）的37歲租車公司男職員涉嫌於同年1月4日以Perfect Dark上載分享動畫《鋼之鍊金術師 FULLMETAL ALCHEMIST》第38話，違反《著作權法》。